# ويل ماكدونالد
ويل ماكدونالد (بالإنجليزية: Will McDonald)‏ مواليد 5 أكتوبر 1979 في نيو أورلينز، هو لاعب كرة سلة أمريكي. بدأ مسيرته الاحترافية في سنة 2003. يلعب في دوري بورتوريكو لكرة السلة كلاعب وسط.

## المسيرة الاحترافية
لعب مع إلان شالون في الدوري الفرنسي في موسم 2003–2004، ثم لعب مع سي بي غران كناريا في الدوري الإسباني في موسم 2004–2005، ثم لعب مع سي بي إستوديانتس من سنة 2005 إلى 2007، ثم لعب مع ساسكي باسكونيا في الدوري الإسباني من سنة 2007 إلى 2009، ثم لعب مع كناريا في موسم 2009–2010، ثم لعب مع جوفينتوت بادالونا في الدوري الإسباني في موسم 2010–2011، ثم لعب مع فوجيان سترجيونز في الدوري الصيني في موسم 2011–2012، ثم لعب مع سان ميغيل بيرمن في سنة 2012، ثم لعب مع فوجيان سترجيونز في الدوري الصيني في موسم 2012–2013.

## روابط خارجية
- ويل ماكدونالد على موقع الدوري الأوروبي لكرة السلة (الإنجليزية)
- ويل ماكدونالد على موقع دوري كرة السلة الياباني للمحترفين (اليابانية)
- ويل ماكدونالد على موقع الدوري الإسباني لكرة السلة (الإسبانية)
- ويل ماكدونالد على موقع كرة السلة الأوروبية.كوم (الإنجليزية)
- ويل ماكدونالد على موقع كلية كرة السلة في سبورتس رفرنس.كوم (الإنجليزية)
- ويل ماكدونالد على موقع ريلجم (الإنجليزية)
- ويل ماكدونالد على موقع بروبوليرز (الإنجليزية)
- ويل ماكدونالد على موقع سبورتس رفرنس (الإنجليزية)